# I go 531
i go 531是中國廣播公司旗下的調幅廣播頻道，創立於2011年元旦。以國語、客語、閩南語為主要使用語言，以生活資訊做為節目主軸，營造一個全方位生活購物方式的新選擇，內容以談話節目及音樂型態為主。

## 前身
i go 531的前身為中廣客家頻道（英語：BCC CHANNEL HAKKA），創立於1997年，設立的目的是以服務客家鄉親為主，關心客家同胞的生活與文化，強調「鄉親、土親、人更親」，以談話節目及音樂型態為主，本電台全名為「中國廣播股份有限公司台北新聞暨服務廣播電台」。

## 歷史
- 1997年6月1日，中廣客家頻道開始播音，吴伯雄主持中广客家频道开播式，荣誉台长是戴美玉。
- 1998年11月17日，中廣客家頻道更換頻率為AM747[4]。
- 2005年1月1日，中廣客家頻道裁撤，並改為「AM747」頻道[5]。
- 2010年12月1日，AM747頻道更換頻率為AM531。
- 2011年1月1日，AM747頻道更名為i go 531。
- 2019年3月21日，啟用新的網路收聽平台。

## 收聽頻率
- 台北、新北、基隆、桃園──AM531

## 外部連結
- 中廣 i go 531节目表（页面存档备份，存于），中國廣播公司全球資訊網